# Museo Internacional del Espionaje

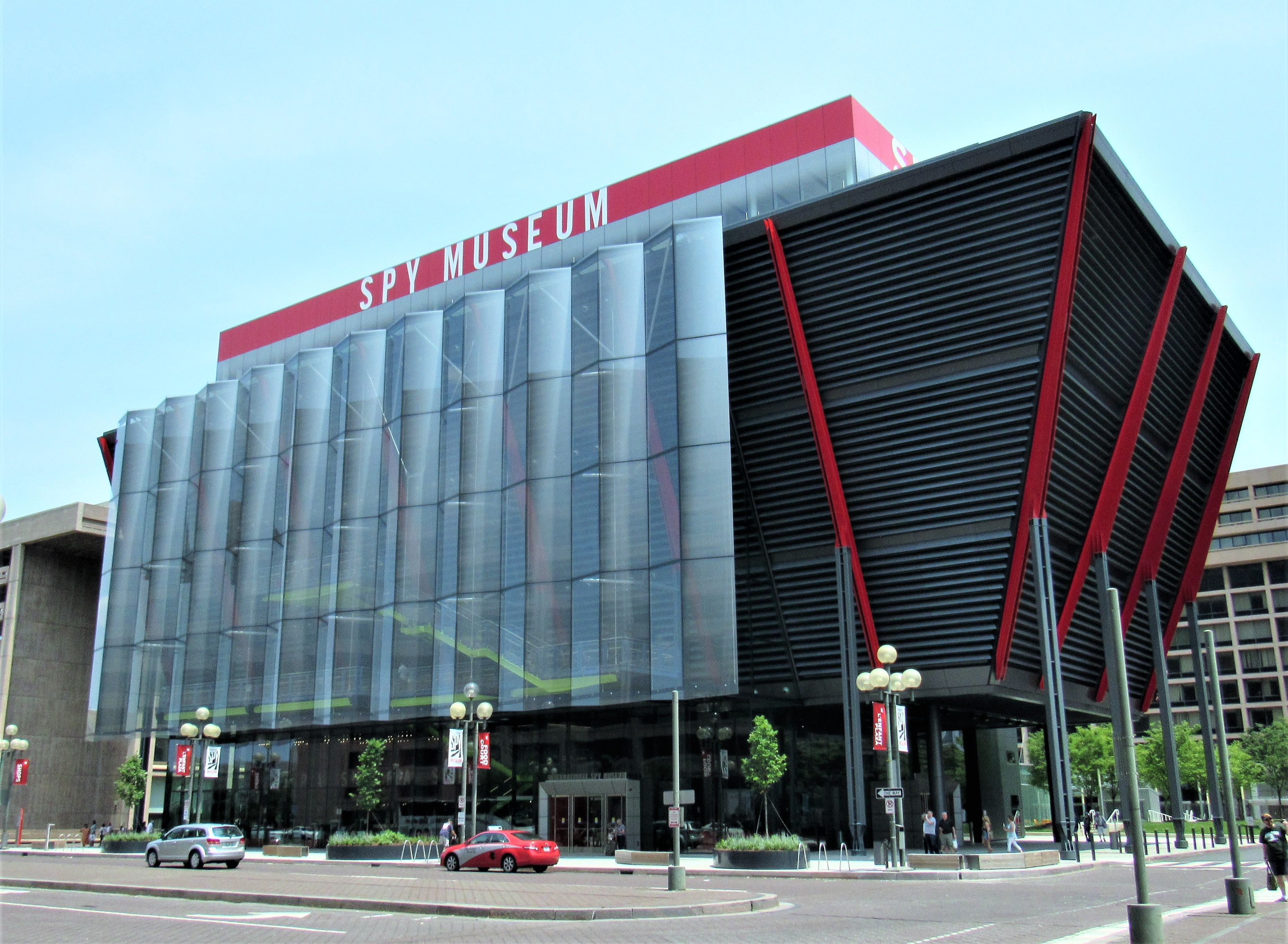
Museo Internacional de espionaje

El Museo Internacional del Espionaje (inglés: International Spy Museum) es un museo privado sin fines de lucro que documenta la tarea, historia, y el papel contemporáneo del espionaje. Tiene una colección de artefactos de espionaje internacional en exhibición pública. El museo abrió en 2002 en el barrio Penn Quarter en Washington D. C., y se trasladó a L'Enfant Plaza en 2019.

## Historia
Milton Maltz, un decodificador durante la guerra coreana y el fundador del grupo de comunicaciones Malrite (más adelante la compañía Malrite) en 1956, conceptualizó el museo internacional del espionaje en 1996 como una organización con fines de lucro. La instalación original del museo en el barrio de Penn Quarter fue construida por Milton Maltz y la casa en la calle F, S.R.L a un costo de aproximadamente 40 millones de dólares. Se abrió al público en 2002.
En abril de 2015, se publicaron planes para un nuevo museo diseñado por Rogers Stirk Harbour + Partners. En enero de 2019, el museo comenzó el proceso de mudarse desde el edificio en la calle F hasta al nuevo edificio de 162 millones de dólares en 700 L'Enfant Plaza, y reabrió al público el 12 de mayo de 2019. El edificio en L'Enfant Plaza de 32,000 pies cuadrados tiene un teatro de 145 asientos, una terraza en la azotea y espacio para eventos en el último piso con una vista al capital. En la nueva ubicación, el museo se convirtió en una organización sin fines de lucro.